# Albringhausen (Esborn)
Albringhausen ist ein Ortsteil im Stadtteil Esborn von Wetter (Ruhr) im Ennepe-Ruhr-Kreis in Nordrhein-Westfalen. Mit der Eingemeindung von Esborn 1970 kam es zu Wetter. 
Zu den markanten Gebäuden zählt der ehemalige Bahnhof Albringhausen. Vom ehemaligen Bergbau zeugt die Zeche Neuwülfingsburg. Nördlich des Ortes erstreckt sich das rund 32 ha große Naturschutzgebiet Elbschebach Witten Bommerholz.